# حي الإنارة
حي الإنارة هو حي بيضاوي يقع بالقرب من حي عين الشق. تم بناءه في نهاية السبعينيات.

## التجزئة والساكنة
وهو مقسم إلى جزءين الإنارة 1 والإنارة 2 ولهما نفس الخصائص المعمارية لكنهما مختلفان من حيث عدد السكان. الساكنة تتشكل أساسا من عائلات العمال والمستخدمين في الشركات الكبرى (كالضمان الاجتماعي والشركة الوطنية للكهرباء وشركات حكومية أخرى).

## المساكن والمرافق العامة
الغالبية العظمى من المساكن هي على شكل فلات مكونة من طابقين (ثلاثة أو أربعة في بعض الأحيان). المساحات الخضراء تشكل أولية السكان حيث توجد عدة مساكن مع مساحة خضراء تضيف جمالية وهواء نقيًا للحي.
في كل من الحيين يوجد مسجد وحمام عمومي ومكتب للبريد وبعض محلات البقالة. في الإنارة واحد يوجد مجمع رياضي كبير به مسبح يمتلئ في أيام الصيف.

## الرياضة
دوريات كرة القدم في رمضان هي منتشرة في الحي والقليل من السكان هم من أنصار فريق الوداد البيضاوي بنسبة 20% أما الباقي فهم أنصار الرجاء العالمي وتوجد خلية كبيرة لالتراس إيغلز 06 (خلية عين الشق-الإنارة)

## التغيرات
مند انشائه الإنارة عرف عدة تحولات حيث انه حي معزول في وسط عدة احياء جديدة (الشريفة، حي مولاي عبد الله، العمرية...) يجدب الطبقات الوسطى التي تبحث عن مكان هادئ للعيش. عدة مصانع انشئت في حدود الحي في بداية التسعينيات لتصبح منطقة صناعية معروفة وطنيا في ميدان النسيج.